# Kalvin Phillips
Kalvin Mark Phillips (ur. 2 grudnia 1995 w Leeds) – angielski piłkarz występujący na pozycji pomocnika. Reprezentant Anglii.

## Wcześniejsze życie
Kalvin Phillips urodził się 2 grudnia 1995 roku w Leeds, West Yorkshire. Uczęszczał do Farnley Academy w okresie nauki w szkole średniej. 
Był jednym z czworga dzieci i dorastał w biedzie, gdyż jego matka pracowała na dwóch posadach, a ojciec był w więzieniu.

## Kariera klubowa
Wychowanek Wortley, w trakcie swojej kariery grał także w Leeds United.
Od 2022 roku jest zawodnikiem angielskiego Manchesteru City.
W styczniu 2024 roku trafił na wypożyczenie do pierwszoligowego West Hamu.

## Sukcesy

### Leeds United
- EFL Championship: 2019/20

### Manchester City
- Mistrzostwo Anglii: 2022/23
- Puchar Anglii: 2022/23[6]
- Liga Mistrzów UEFA: 2022/23
- Superpuchar Europy UEFA: 2023
- Klubowe Mistrzostwa Świata: 2023

### Anglia
- Wicemistrzostwo Europy: 2020